# Apicia mera
Apicia mera là một loài bướm đêm trong họ Geometridae.